# Jägaren Herne

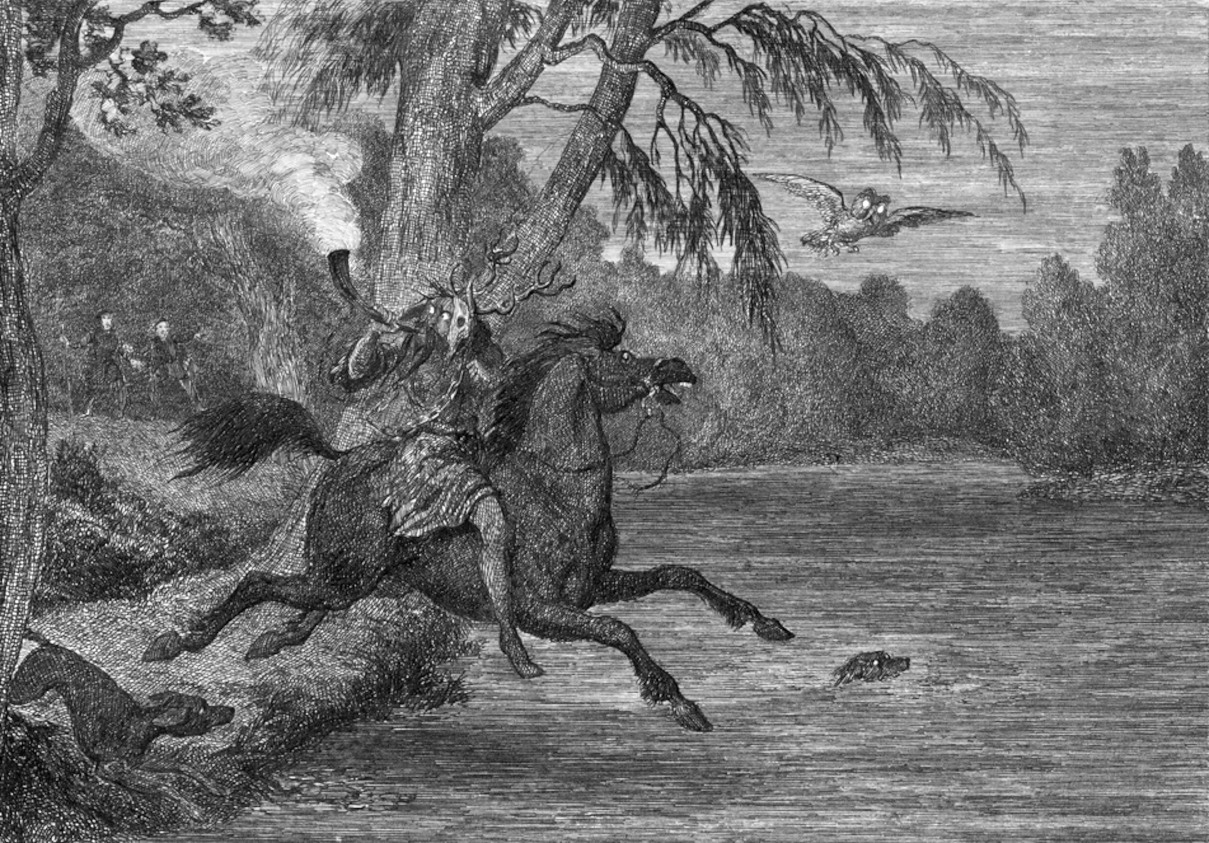

Herne är en jägargestalt som sägs hemsöka Windsor Great Park, där han främst under mörka timmar rider genom skogen med sina hundar. Hans mest karaktäristiska attribut är ett par horn på huvudet. Han omnämns först i Shakespeares De muntra fruarna i Windsor.
Herne kan vara en sentida omtolkning av Gwyn ap Nudd och Cernunnos från keltisk mytologi och Oden från germansk mytologi.